# Nylands Nation
Nylands Nation (en français : Nation de Nyland, sigle NN) est l'une des 15 nations étudiantes de l'Université d'Helsinki.
De langue suédoise, elle est fondée en 1643 pour regrouper les étudiants d'Académie royale d'Åbo et de nos jours les étudiants suédophones d'Uusimaa.